# Папардэ, Леонид Андреевич
Леонид Андреевич Папардэ (по документам Карл Рудольфович Мишке, латыш. Kārlis Miške; 13 февраля 1893, Пальтемальская волость, Рижский уезд, Лифляндская губерния, Российская империя — 29 августа 1938, расстрельный полигон «Коммунарка», Московская область, РСФСР, СССР) — советский государственный и партийный деятель. 
Расстрелян в 1938 году, реабилитирован посмертно.

## Биография
Родился 13 февраля 1893 в Пальтемальской волости Рижского уезда Лифляндской губернии Российской империи, в семье крестьянина-латыша (из анкеты). В 1911 г. вступил в РСДРП(б).
Окончил учительскую семинарию (1914). С 1916 г. работал учителем сельской школы в Енисейской губернии.
В 1917 г. — организатор отрядов Красной гвардии в Красноярске.
Осенью 1918 уехал в Барнаул, избран членом Барнаульского подпольного комитета РКП(б).
В 1920 г. зав. отделом пропаганды и агитации Алтайского губревкома, с августа 1920 г. заведующий барнаульским уездным отделом народного образования.
Секретарь Горно-Алтайского уездного, затем Ойротского областного комитетов РКП(б) с 16 октября 1921 по август 1922 г.
В 1924—1928 гг. снова первый секретарь обкома РКП(б) в Ойротии. За успехи в работе награждён орденом Трудового Красного Знамени.
В 1928—1930 гг. заведующий агитационно-пропагандистским отделом Сибирского (Западно-Сибирского) крайкома ВКП(б), в 1930-1932 гг. 3-й секретарь Западно-Сибирского крайкома ВКП(б) (Новосибирск). 
В 1934 - 1935 гг. — в Свердловском обкоме ВКП(б).
В 1935  г. — в Западном обкоме ВКП(б). 
С  26.7.1937 г. по 10.1937 г. — 2-й секретарь Западного обкома ВКП(б). 
С  10.1937 г. — секретарь партийной коллегии Комиссии партийного контроля при ЦК ВКП(б) по Западной области 
В 10.1937 г. - 1.1938 г. — секретарь партийной коллегии Комиссии партийного контроля при ЦК ВКП(б) по Смоленской области.
Делегат XI—XIII съездов РКП (б), XIV—XVII съездов ВКП(б).
В январе 1938 г. арестован в рамках  дела Латышского национального центра. Внесен в Сталинский расстрельный список  от 20 августа 1938 г. (список № 1) по 1-й категории («за» Сталин , Молотов).
29 августа 1938 года осужден в ВМН ВКВС СССР и в тот же день расстрелян в одной группе осужденных вместе с Б. Куном и Я. А. Берзиным-Зиемелисом. Место захоронения - спецобъект НКВД «Коммунарка». Реабилитирован посмертно ВКВС СССР.

## Память
Имя Папардэ присвоено улице в с. Майма (Республика Алтай).